# Kabupaten Aceh Barat
Kabupaten Aceh Barat är ett kabupaten i Indonesien.   Det ligger i provinsen Aceh, i den västra delen av landet, 1 700 km nordväst om huvudstaden Jakarta. Antalet invånare är 187 687. Arean är 2 928 kvadratkilometer.
Terrängen i Kabupaten Aceh Barat är varierad.